# Martin Jol
Maarten Cornelis Jol, detto Martin (L'Aia, 16 gennaio 1956), è un ex calciatore e allenatore di calcio olandese, di ruolo centrocampista.

## Carriera

### Calciatore
Con la Nazionale olandese ha totalizzato 3 presenze tra il 1980 e il 1981. Dal 1973 al 1989 ha giocato con Den Haag, Bayern Monaco, Twente, West Bromwich, Coventry City e nuovamente Den Haag.

### Allenatore

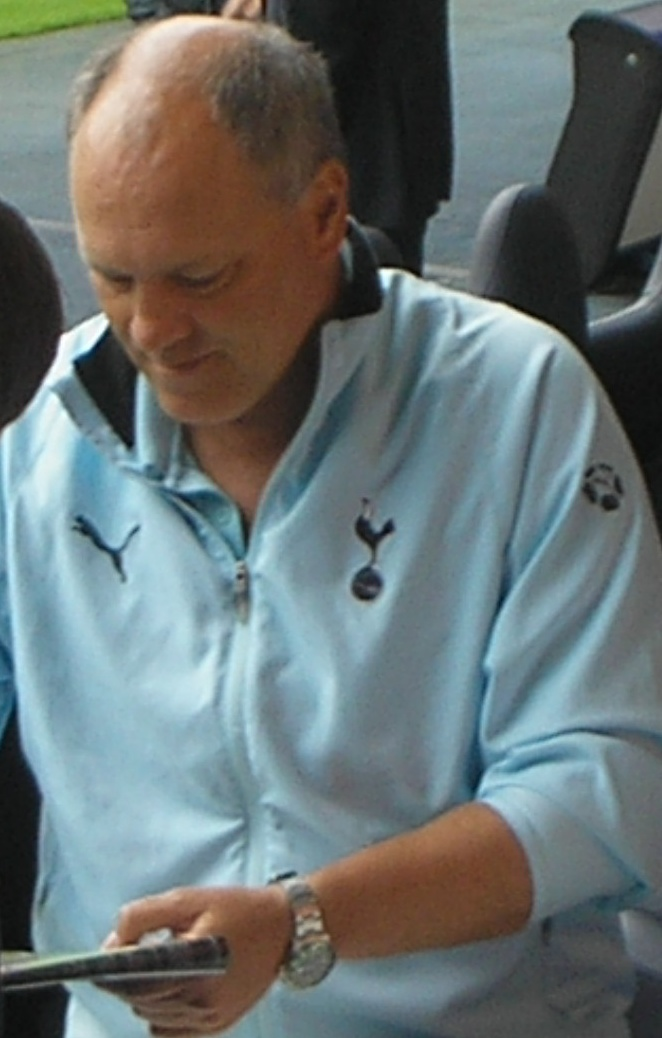
Martin Jol nel 2006 al Tottenham

Dopo aver guidato Roda JC e RKC Waalwijk, dal 5 novembre 2004 al 25 ottobre 2007 è stato l'allenatore del Tottenham. Con gli Spurs ha centrato un 5º posto in campionato. Nella stagione 2007-2008, dopo dieci partite ufficiali tra Premier League e Coppa UEFA e una sola vittoria, è stato esonerato.
Per la stagione successiva Jol è stato ingaggiato dall'Amburgo al posto del suo collega connazionale Huub Stevens, dimessosi. La sua squadra ha terminato la stagione al 5º posto, qualificandosi per l'Europa League, e ha raggiunto la semifinale sia di Coppa UEFA che di Coppa di Germania, venendo in entrambi i casi eliminata dal Werder Brema.
Il 26 maggio 2009 l'Ajax ha annunciato il suo ingaggio con un contratto triennale. Fa il suo esordio nella fase a gruppi della UEFA Champions League della stagione 2010-2011 al Santiago Bernabéu contro il Real Madrid di José Mourinho perdendo per 2-0. Il 6 dicembre 2010 si dimette da allenatore dei lanceri dopo i risultati negativi ottenuti fino ad allora e anche a causa di dissidi con l'assistente Danny Blind e al suo posto arriva Frank de Boer.
Il 7 giugno 2011 il Fulham annuncia ufficialmente l'ingaggio dell'allenatore attraverso una nota sul proprio sito ufficiale. Nei primi due anni ottiene un 9º e un 12º posto in campionato. Il 12 dicembre 2013 viene esonerato dall'incarico, con la squadra penultima in Premier League.
Il 24 febbraio 2016 viene nominato nuovo allenatore dell'Al-Ahly.
Con la nomina di Alan Pardew come allenatore il 24 dicembre 2019, Jol diventa consulente tecnico dell'ADO Den Haag.

## Statistiche

### Statistiche da allenatore
In grassetto le competizioni vinte.
| Stagione            | Squadra             | Campionato          | Campionato | Campionato | Campionato | Campionato | Coppe nazionali | Coppe nazionali | Coppe nazionali | Coppe nazionali | Coppe nazionali | Coppe continentali | Coppe continentali | Coppe continentali | Coppe continentali | Coppe continentali | Altre coppe | Altre coppe | Altre coppe | Altre coppe | Altre coppe | Totale | Totale | Totale | Totale | Vittorie % | Piazzamento |
| Stagione            | Squadra             | Comp                | G          | V          | N          | P          | Comp            | G               | V               | N               | P               | Comp               | G                  | V                  | N                  | P                  | Comp        | G           | V           | N           | P           | G      | V      | N      | P      | %          | Piazzamento |
| ------------------- | ------------------- | ------------------- | ---------- | ---------- | ---------- | ---------- | --------------- | --------------- | --------------- | --------------- | --------------- | ------------------ | ------------------ | ------------------ | ------------------ | ------------------ | ----------- | ----------- | ----------- | ----------- | ----------- | ------ | ------ | ------ | ------ | ---------- | ----------- |
| nov. 1996-1997      | Roda JC             | E                   | 21         | 12         | 2          | 7          | CO              | 5               | 5               | 0               | 0               | -                  | -                  | -                  | -                  | -                  | -           | -           | -           | -           | -           | 26     | 17     | 2      | 7      | 65,38      | Sub, 6°     |
| 1997-mar. 1998      | Roda JC             | E                   | 23         | 7          | 5          | 11         | CO              | 2               | 1               | 0               | 1               | CdC                | 6                  | 4                  | 0                  | 2                  | SO          | 1           | 0           | 0           | 1           | 32     | 12     | 5      | 15     | 37,50      | Eson        |
| Totale Roda         | Totale Roda         | Totale Roda         | 44         | 19         | 7          | 18         |                 | 7               | 6               | 0               | 1               |                    | 6                  | 4                  | 0                  | 2                  |             | 1           | 0           | 0           | 1           | 58     | 29     | 7      | 22     | 50,00      |             |
| ott. 1998-1999      | RKC Waalwijk        | E                   | 24+6       | 6+5        | 6+1        | 12         | CO              | 1               | 0               | 0               | 1               | -                  | -                  | -                  | -                  | -                  | -           | -           | -           | -           | -           | 31     | 11     | 7      | 13     | 35,48      | Sub, 16°    |
| 1999-2000           | RKC Waalwijk        | E                   | 34         | 12         | 6          | 16         | CO              | 7               | 6               | 0               | 1               | -                  | -                  | -                  | -                  | -                  | -           | -           | -           | -           | -           | 41     | 18     | 6      | 17     | 43,90      | 11°         |
| 2000-2001           | RKC Waalwijk        | E                   | 34         | 16         | 11         | 7          | CO              | 1               | 0               | 0               | 1               | -                  | -                  | -                  | -                  | -                  | Int.        | 2           | 0           | 0           | 2           | 37     | 16     | 11     | 10     | 43,24      | 7°          |
| 2001-2002           | RKC Waalwijk        | E                   | 34         | 14         | 6          | 14         | CO              | 3               | 2               | 0               | 1               | -                  | -                  | -                  | -                  | -                  | Int.        | 2           | 0           | 0           | 2           | 39     | 16     | 6      | 17     | 41,03      | 8°          |
| 2002-2003           | RKC Waalwijk        | E                   | 34         | 14         | 4          | 16         | CO              | 5               | 4               | 0               | 1               | -                  | -                  | -                  | -                  | -                  | -           | -           | -           | -           | -           | 39     | 18     | 4      | 17     | 46,15      | 9°          |
| 2003-2004           | RKC Waalwijk        | E                   | 34         | 10         | 10         | 14         | CO              | 4               | 3               | 0               | 1               | -                  | -                  | -                  | -                  | -                  | -           | -           | -           | -           | -           | 38     | 13     | 10     | 15     | 34,21      | 11°         |
| Totale RKC Waalwijk | Totale RKC Waalwijk | Totale RKC Waalwijk | 194+6      | 72+5       | 43+1       | 79         |                 | 21              | 15              | 0               | 6               |                    | -                  | -                  | -                  | -                  |             | 4           | 0           | 0           | 4           | 225    | 92     | 44     | 89     | 40,89      |             |
| nov. 2004-2005      | Tottenham           | PL                  | 26         | 11         | 6          | 9          | FACup+CdL       | 6+2             | 3+1             | 2+1             | 1+0             | -                  | -                  | -                  | -                  | -                  | -           | -           | -           | -           | -           | 34     | 15     | 9      | 10     | 44,12      | Sub, 9°     |
| 2005-2006           | Tottenham           | PL                  | 38         | 18         | 11         | 9          | FACup+CdL       | 1+1             | 0+0             | 0+0             | 1+1             | -                  | -                  | -                  | -                  | -                  | -           | -           | -           | -           | -           | 40     | 18     | 11     | 11     | 45,00      | 5°          |
| 2006-2007           | Tottenham           | PL                  | 38         | 17         | 9          | 12         | FACup+CdL       | 6+5             | 3+3             | 2+1             | 1+1             | CU                 | 10                 | 8                  | 1                  | 1                  | -           | -           | -           | -           | -           | 59     | 31     | 13     | 15     | 52,54      | 5°          |
| ago.-ott. 2007      | Tottenham           | PL                  | 10         | 1          | 4          | 5          | FACup+CdL       | 0+1             | 0+1             | 0+0             | 0+0             | CU                 | 3                  | 1                  | 1                  | 1                  | -           | -           | -           | -           | -           | 14     | 3      | 5      | 6      | 21,43      | Eson        |
| Totale Tottenham    | Totale Tottenham    | Totale Tottenham    | 112        | 47         | 30         | 35         |                 | 22              | 11              | 6               | 5               |                    | 13                 | 9                  | 2                  | 2                  |             | -           | -           | -           | -           | 147    | 67     | 38     | 42     | 45,58      |             |
| 2008-2009           | Amburgo             | BL                  | 34         | 19         | 4          | 11         | CG              | 5               | 4               | 1               | 0               | CU                 | 14                 | 9                  | 2                  | 3                  | -           | -           | -           | -           | -           | 53     | 32     | 7      | 14     | 60,38      | 5°          |
| 2009-2010           | Ajax                | E                   | 34         | 27         | 4          | 3          | CO              | 7               | 7               | 0               | 0               | UEL                | 10                 | 5                  | 3                  | 2                  | -           | -           | -           | -           | -           | 51     | 39     | 7      | 5      | 76,47      | 2°          |
| ago.-dic. 2010      | Ajax                | E                   | 17         | 9          | 5          | 3          | CO              | 2               | 2               | 0               | 0               | UCL                | 9                  | 2                  | 4                  | 3                  | SO          | 1           | 0           | 0           | 1           | 29     | 13     | 9      | 7      | 44,83      | Dim         |
| Totale Ajax         | Totale Ajax         | Totale Ajax         | 51         | 36         | 9          | 6          |                 | 9               | 9               | 0               | 0               |                    | 19                 | 7                  | 7                  | 5                  |             | 1           | 0           | 0           | 1           | 80     | 52     | 16     | 12     | 65,00      |             |
| 2011-2012           | Fulham              | PL                  | 38         | 14         | 10         | 14         | FACup+CdL       | 2+1             | 1+0             | 0+1             | 1+0             | UEL                | 14                 | 7                  | 4                  | 3                  | -           | -           | -           | -           | -           | 55     | 22     | 15     | 18     | 40,00      | 9°          |
| 2012-2013           | Fulham              | PL                  | 38         | 11         | 10         | 17         | FACup+CdL       | 3+1             | 1+0             | 1+0             | 1+1             | -                  | -                  | -                  | -                  | -                  | -           | -           | -           | -           | -           | 42     | 12     | 11     | 19     | 28,57      | 12°         |
| ago.-nov. 2013      | Fulham              | PL                  | 13         | 3          | 1          | 9          | FACup+CdL       | 0+3             | 0+1             | 0+1             | 0+1             | -                  | -                  | -                  | -                  | -                  | -           | -           | -           | -           | -           | 16     | 4      | 2      | 10     | 25,00      | Eson        |
| Totale Fulham       | Totale Fulham       | Totale Fulham       | 89         | 28         | 21         | 40         |                 | 10              | 3               | 3               | 4               |                    | 14                 | 7                  | 4                  | 3                  |             | -           | -           | -           | -           | 113    | 38     | 28     | 47     | 33,63      |             |
| mar.-ago. 2016      | Al-Ahly             | PL                  | 15         | 11         | 2          | 2          | CE              | 5               | 4               | 0               | 1               | CCL                | 9                  | 3                  | 4                  | 2                  | -           | -           | -           | -           | -           | 29     | 18     | 6      | 5      | 62,07      | Sub, 1°     |
| Totale carriera     | Totale carriera     | Totale carriera     | 545        | 237        | 117        | 191        |                 | 79              | 52              | 9               | 18              |                    | 75                 | 39                 | 19                 | 17                 |             | 6           | 0           | 0           | 6           | 705    | 328    | 145    | 232    | 46,52      |             |

## Palmarès

### Giocatore

#### Club

##### Competizioni nazionali
- Coppa dei Paesi Bassi: 1

ADO Den Haag: 1974-1975

### Allenatore

#### Club

##### Competizioni nazionali
- Coppa d'Olanda: 2

Roda JC: 1996-1997
Ajax: 2009-2010
- Campionato egiziano: 1

Al-Ahly: 2015-2016